# Zubrnice
Zubrnice (en allemand : Saubernitz) est une commune du district et de la région d'Ústí nad Labem, en Tchéquie. Sa population s'élevait à 231 habitants en 2021.

## Géographie
Zubrnice se trouve à 12 km à l'est du centre d'Ústí nad Labem et à 66 km au nord-ouest de Prague.
La commune est limitée par Malé Březno à l'ouest et au nord-ouest, par Těchlovice au nord, par Verneřice et Lovečkovice à l'est, et par Homole u Panny au sud et au sud-ouest.

## Administration
La commune est divisée en deux quartiers :
- Týniště
- Zubrnice

## Histoire
La première mention écrite du village date de 1352.

## Galerie

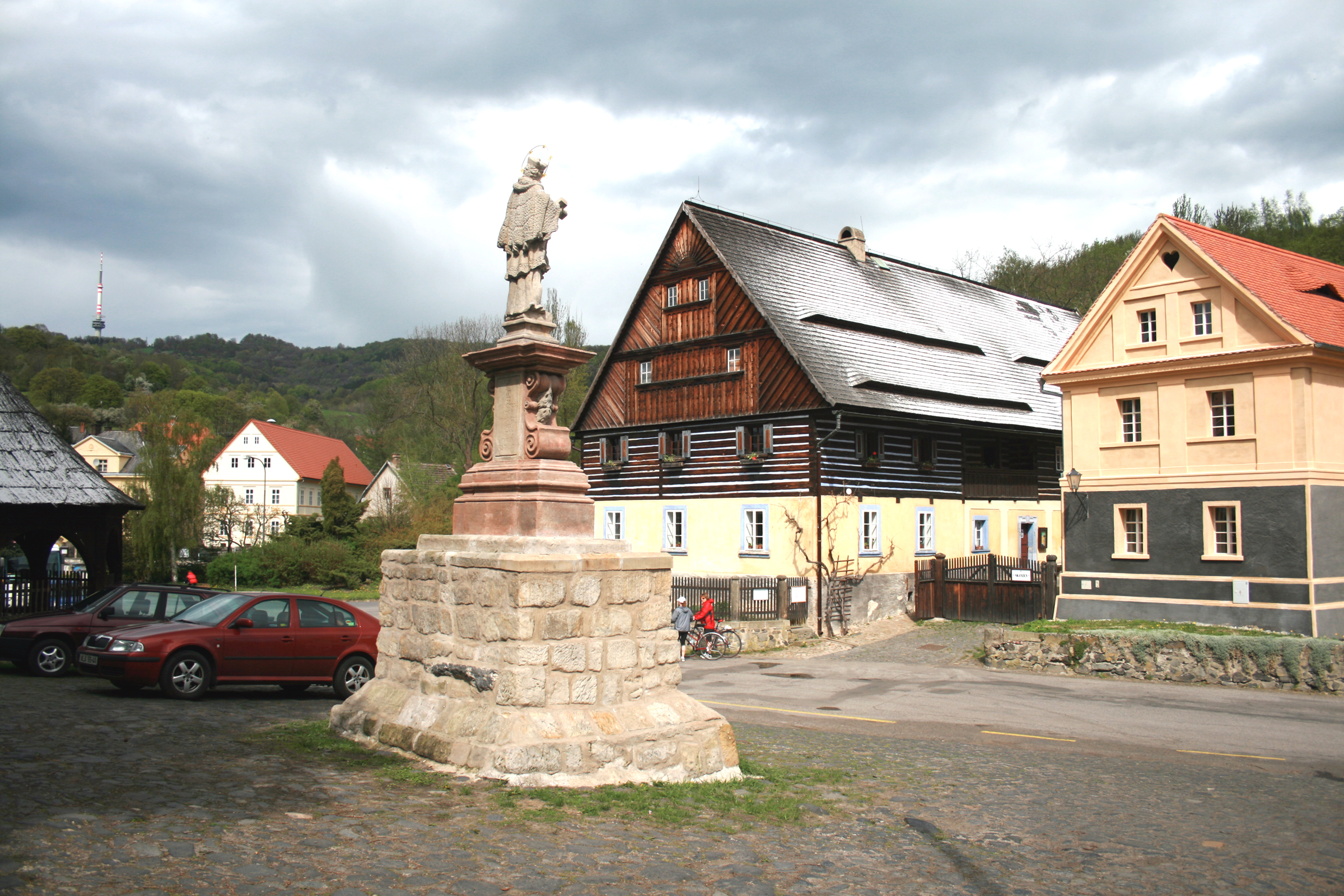
Centre du village.
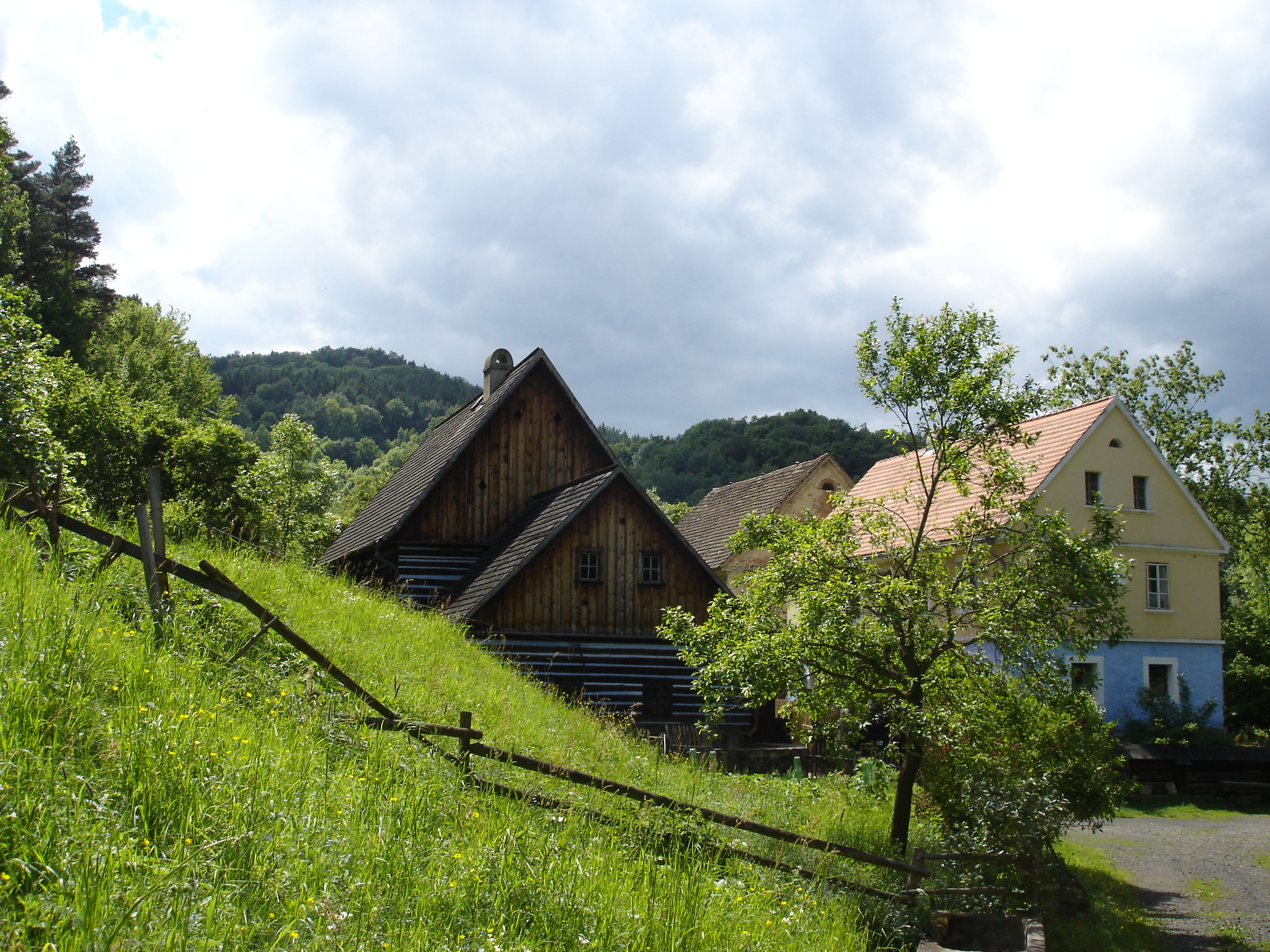
Moulin à Zubrnice.

## Transports
Par la route, Zubrnice se trouve à 16 km d'Ústí nad Labem et à 86 km de Prague.